# Братомир Баругџић
Братомир Баругџић (Загреб, 12. јун 1936) је српски сликар.

## Биографија
Баругџић је Академију ликовних уметности завршио у Београду. Студијска путовања обавио је у Паризу, Бечу, Будимпешти и Риму. Групно је излагао у Београду 1967.
Познато дело му је "Контемплација", уље на платну из 1967. године.